# Apofántica
Apofántica (del griego αποφαντικα –αποφανσις: decir respecto a algo –) es la sección de la lógica referida a los juicios. En tal sentido se dice que una proposición atributiva es apofántica cuando en la misma se afirma o se niega algo.
Durante el siglo XX la apofántica fue particularmente estudiada por John Langshaw Austin y fue especialmente observada en la teoría de los actos del habla, según Austin sólo las expresiones apofánticas tienen valor de juicios lógicos, las demás enunciaciones son retóricas.